# Ignacy Tłoczek

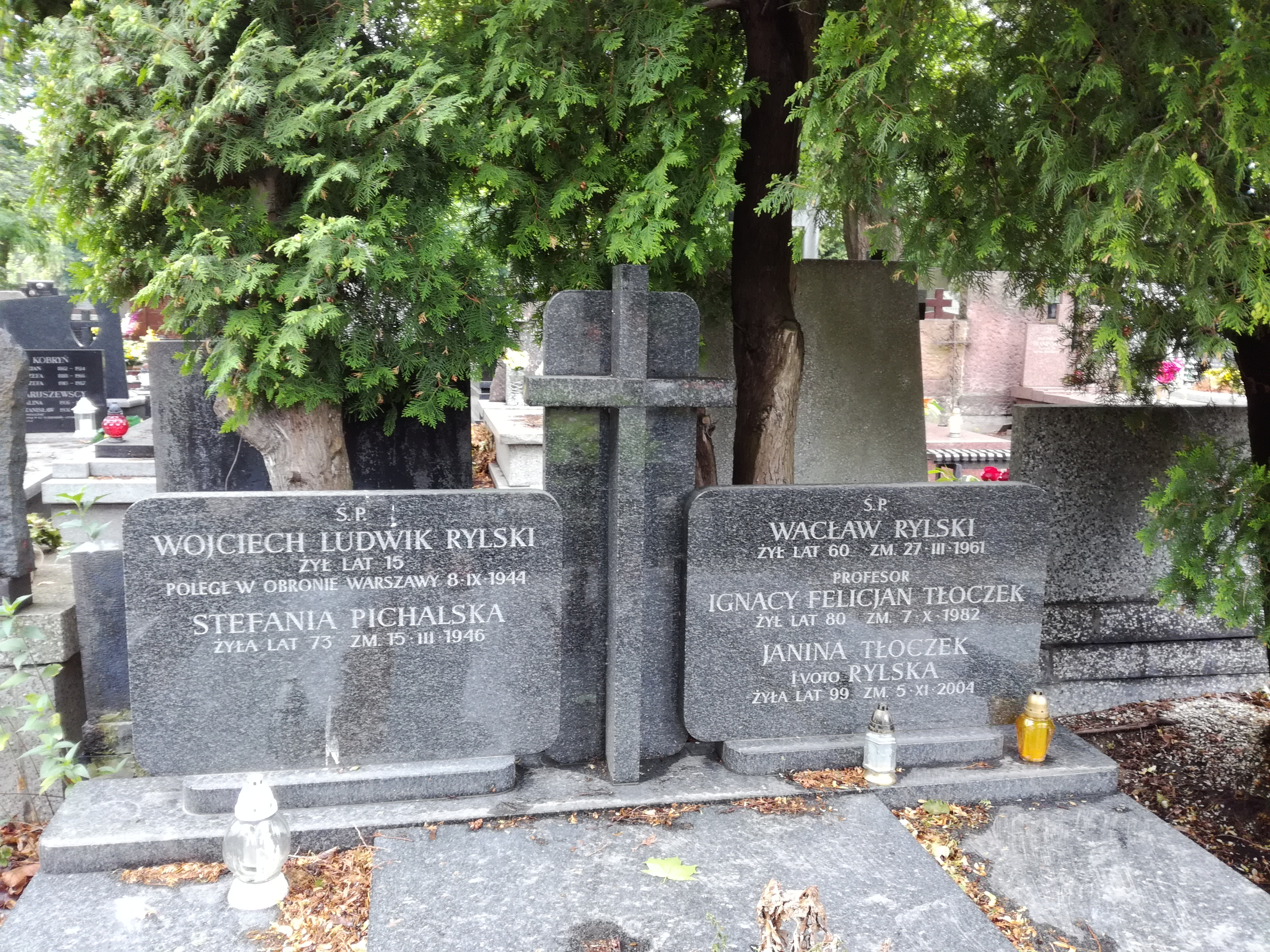
Grób Ignacego Tłoczka na cmentarzu Bródnowskim

Ignacy Felicjan Tłoczek (ur. 6 sierpnia 1902 w Pyzdrach, zm. 7 października 1982 w Warszawie) – architekt, urbanista, historyk architektury krajobrazu i humanista, który decydująco wpłynął na współczesne oblicze Torunia.

## Życiorys
Urodził się w rodzinie Aleksandra, młynarza, i Heleny z Wieczorkiewiczów (ur. 1862), która prowadziła zakład usług malarskich. Miał starszego brata Jana (ur. 1900). Dzieciństwo i młodość spędził w Pyzdrach, gdzie ukończył gimnazjum humanistyczne. W 1924 uzyskał świadectwo maturalne i rozpoczął studia na Wydziale Architektury Politechniki Warszawskiej. Podczas studiów odbył służbę wojskową w Biedrusku. Po ukończeniu w 1931 studiów podjął pracę w Toruniu na stanowisku głównego architekta miejskiego. Opracował w tym okresie urbanistyczny plan rozbudowy miasta. Wytyczne kierunkowe tego planu są nadal aktualne. W 1938 Związek Miast Polskich powierzył Ignacemu Tłoczkowi sporządzenie Planu Zabudowy Białegostoku. 
W okresie II wojny światowej, w latach 1940–1945 pracował jako technik w urzędzie miejskim w Koninie. Prowadził tajne nauczanie zawodowe, inwentaryzował zabytki, gromadził materiały dotyczące obiektów architektonicznych, wykonując przy tym tysiące rysunków. Rysunki te stanowią unikatową dokumentację obiektów, które nie przetrwały do obecnych czasów. Zebrane w okresie wojny materiały wykorzystał przy opracowaniu przyszłych prac naukowych. W czasie wyzwalania Wielkopolski spod okupacji hitlerowskiej w 1945 brał udział w odbudowie drewnianego mostu na Warcie w Pyzdrach.  
W 1945 został powołany na stanowisko dyrektora Biura Planów Regionalnych. W 1948 podjął pracę na Politechnice Warszawskiej w Katedrze Architektury i Planowania Wsi i równocześnie w Ministerstwie Kultury i Sztuki na stanowisku dyrektora Zarządu Muzeów i Ochrony Zabytków. W 1950 uzyskał doktorat na podstawie pracy pt. Związki osadnicze miasteczek wielkopolskich z rolnictwem. W latach 1950–1957 kierował Zakładem Architektury Ludowej na Wydziale Architektury Politechniki Warszawskiej. W 1957, po likwidacji Zakładu Architektury Ludowej, objął kierownictwo Podyplomowego Studium Architektury i Planowania Wsi w Warszawie. W 1961 powierzono mu stanowisko kierownika Katedry Budownictwa Wiejskiego na Wydziale Ekonomiczno-Rolniczym Szkoły Głównej Gospodarstwa Wiejskiego w Warszawie. W 1962 otrzymał tytuł profesora nadzwyczajnego. W latach 1964–1966 pełnił funkcję dziekana Wydziału Ekonomiczno-Rolniczego SGGW. Był inicjatorem i autorem koncepcji utworzenia skansenu przy Muzeum Rolnictwa w Ciechanowcu. W 1972 otrzymał tytuł profesora zwyczajnego. W tym samym roku przeszedł na emeryturę i nadal aktywnie uczestniczył w życiu naukowym i społecznym.
Dwukrotnie żonaty. W 1933 ożenił się z nauczycielką Wandą z Jaroszewskich (zm. 1950), z którą miał córki Barbarę oraz Hankę Ludmiłę po mężu Zaniewską (1941–2016), architektkę. Po raz drugi ożenił się w 1957 z Janiną Zofią z Pichalskich, I v. Rylską (1905–2004).
Zmarł w Warszawie, pochowany 12 października 1982 na cmentarzu Bródnowskim (kwatera 3B-3-22).

## Ważniejsze prace
- Spichrze i magazyny ziarna (1954)
- Miasteczka rolnicze w Wielkopolsce (1955)
- Chałupy polskie (1958)
- Dom mieszkalny na wsi (1961 – współautorstwo)
- Kształtowanie zieleni w krajobrazie wiejskim (1966)
- Budownictwo leśne (1970)
- Trzy tomy serii Budownictwo Rolnicze (1974–1977 – współautorstwo)
- Polskie budownictwo drewniane, 1980
- Polskie snycerstwo. Ossolineum, 1984, Wrocław. ISBN 83-04-01375-4
- Dom mieszkalny na polskie wsi, 1985
- Budownictwo Ludowe Białostocczyzny
- Pierwiastki narodowe w polskiej architekturze wiejskiej
- Pierwiastki tradycyjne we współczesnej architekturze wiejskiej
- Unowocześnienie budynków inwentarskich w zagrodzie

Publikował w czasopiśmie „Materiały Muzeum Budownictwa Ludowego w Sanoku”.

## Ordery i odznaczenia
- Krzyż Kawalerski Orderu Odrodzenia Polski (19 lipca 1954)[7]
- Złoty Krzyż Zasługi (dwukrotnie[1]: 1938, 19 lipca 1946[8])
- Medal 10-lecia Polski Ludowej (19 stycznia 1955)[9]
- Złota Odznaka „Za opiekę nad zabytkami”[1]
- Odznaka „Zasłużony Działacz Kultury”[1]
- Odznaka honorowa „Zasłużony Białostocczyźnie”[1]

## Upamiętnienie
Jedna z ulic w Toruniu została nazwana imieniem Ignacego Tłoczka.